# Gyroptera cycloptera
Gyroptera cycloptera là loài thực vật có hoa thuộc họ Dền. Loài này được (Stapf) Botsch. mô tả khoa học đầu tiên năm 1967.